# Hotel Edison
L'Hotel Edison est situé au 228 Ouest de la 47e Rue à Midtown Manhattan, New York, aux États-Unis.
Ouvert en 1931, il fait partie de la marque Triumph Hotels de Shimmie Horn et Gerald Barad. Le jour de son ouverture, Thomas Edison en a allumé les lumières à distance, par télégraphe, depuis sa maison du New Jersey. Il accueillait 1 000 clients sur 26 étages et comportait trois restaurants.
Il s'agissait d'un des premiers hôtels de style art déco de la ville. Herbert J. Krapp en fut l'architecte et Milton J. Kramer le propriétaire d'origine. La salle de bal de l'hôtel est devenue un théâtre de Broadway en 1950 puis l'Edison Theatre de 1972 à 1991, date à laquelle elle redevient une salle de bal.